# Старший фельдфебель
Старший фельдфебель (фин. Ylivääpeli, сокр. yliv.) — воинское звание унтер-офицерского состав Финляндии, используемое в Силах обороны Финляндии (в сухопутных войсках и военно-воздушных силах), а также в Пограничной охране Финляндии. 28 декабря 2006 года Главный штаб Финляндии сообщил о создании корпуса унтер-офицеров с 1 января 2007 года. В рамках этой реформы было восстановлено звание старшего фельдфебеля.

Старшие фельдфебели могут назначаться на должности офицеров штабов частей, а также инструкторов в военных учебных заведениях. Резервист, прошедший подготовку и назначенный на высшие унтер-офицерские должности военного времени (например, старшина роты или старший штабной унтер-офицер в региональном управлении), может быть произведён в старшие фельдфебели.

Знак различия пехоты на воротнике формы M/65 (персонал)
Знак различия ВВС на воротнике формы M/65 (персонал)
Нарукавный шеврон